# Fotoprąd
W telekomunikacji fotoprąd występuje, gdy przepływa przez światłoczułe urządzenia, takie jak fotodiody, w wyniku czego wypromieniowuje moc.
Fotoprąd może wystąpić w wyniku efektów fotoelektrycznego, fotoelektronowego lub być skutkiem efektu fotowoltaicznego. 
Fotoprąd może być wzmocniony przez wewnętrzny zysk spowodowany przez interakcje jonów i fotonów pod wpływem stosowanego pola, takiego jak występuje w spadku zbocza fotodiody (APD).